# نينوفر أولفاني
نينوفر أولفاني (الاسم العلمي:Nuphar ulvacea) هو نوع من النباتات يتبع جنس النينوفر من الفصيلة النيلوفرية. سمي هذا النوع نسبة لنبات الأولفا (الاسم العلمي:Ulva).